# Kymmenegårds län
Kymmenegårds län var ett län i Sverige, landsdelen Finland, som skapades 1775 från en del av Savolax och Kymmenegårds län. Det avträddes till Ryssland 1809, efter det svenska nederlaget i finska kriget. Det delades 1831 mellan S:t Michels, Nylands och Tavastehus län. 
|  |  |  |  |

## Landshövdingar
- Gustaf Riddercreutz 1774–1783
- Robert Wilhelm de Geer af Tervik 1783–1789
  - Otto Wilhelm Ramsay 1789–1792 (vice landshövding)
  - Carl Adolf Möllerswärd 1789-1790 (tillförordnad för den del som ligger vid Kymmene älv som låg närmast lägret vid Liikala under Gustav III:s ryska krig.)[1]
- Herman af Låstbom  1793
- Otto Wilhelm Ramsay 1793
- Johan Herman Lode 1793–1810
- Fredrik Adolf Jägerhorn af Spurila 1810–1812
- Anders Gustaf Langenskiöld 1812–1827
- Adolf Broberg 1827–1828
- Erik Wallenius 1828
- Abraham Joakim Molander 1828–1831